# Fiesta del Alba
La fiesta de la Virgen de Alba se celebra el día 15 de agosto en la sierra del Aramo, en el concejo de Quirós, en Asturias.
La fiesta homenajea a la Virgen de Alba, celebrándose en su capilla. 
Durante todo el día se celebran diferentes actos culturales y religiosos como son la solemne misa en honor de la Virgen. La misa se celebra al aire, comida campestre, carreras de cintas a caballo, tiro de cuerda y deportes autóctonos. Una vez finalizada la comida, se da paso a la romería y verbena.
Es costumbre ir el día anterior y acampar en las inmediaciones de la ermita hasta el día siguiente.
En Salcedo tiene lugar una misa solemne de campaña, acuden numerosos peregrinos de los concejos limítrofes Lena, Riosa, Morcín, Proaza...que se extienden por las praderas, muchos han dormido allí en tiendas de campaña. Si hace mal tiempo, se celebra la misa en la ermita del mismo nombre en las proximidades de Salcedo, en la Sierra del Aramo. Desde el año 1998 se celebra la muestra del pan de escanda, con entrega de la Escanda de oro, a personas o instituciones que hayan promocionado Quirós en distintos ámbitos. Hay degustación gratuita de gochu a la estaca, carreras de caballos y otros entretenimientos festivos. La música regional, los bailes, y el buen yantar hace que la fiesta sea un día señalado para los habitantes de la zona y sus visitantes. El 15 de agosto el valle de Quirós se divide entre la Fiesta de la Virgen de Alba.